# Jürgen August Alt
Jürgen August Alt (* 1949 in Saarbrücken) ist ein deutscher Autor, freier Schriftsteller und Kommunikationstrainer. Er hat zahlreiche Sachbücher und auch Aufsätze veröffentlicht.

## Leben
Alt studierte Philosophie und promovierte im Jahr 1979 mit der Arbeit "Vom Ende der Utopie in der Erkenntnistheorie: Poppers evolutionäre Erkenntnislehre und ihre praktischen Konsequenzen" an der Universität Gießen. Er ist Vorstandsmitglied im Landesverband NRW des Verbandes deutscher Schriftsteller (VS) und dort für die Finanzen zuständig. Alt lebt in der Nähe von Bonn.
In seiner Freizeit beschäftigt er sich mit der Zauberkunst, mit der er soziale, politische und ideologische Zusammenhänge verknüpft.

## Veröffentlichungen (Auswahl)
- Vom Ende der Utopie in der Erkenntnistheorie (1980),
- Voraussetzungen des Glücks (1991)
- Zauberkunst, Stuttgart, Reclam (1995)
- Wenn Sinn knapp wird (1997)
- Richtig argumentieren (2000)
- Das Abenteuer der Erkenntnis : Eine kleine Geschichte des Wissens (2002)